# Ivan Žaja
Ivan Žaja (29. srpnja 1965.), hrvatski šahist, velemajstor iz Aržana. Pojedinačni prvak Hrvatske 1999. i 2000. godine. Član ŠK Zagreb.
Učenik je poznate Aržanske šahovske škole koja je iznjedrila brojne poznate hrvatske šahiste.
Po statistikama FIDE sa službenih internetskih stranica od 5. srpnja 2012.,, ima 2511 bodova, 15. je aktivni igrač na ljestvici šahista u Hrvatskoj, 556. u Europi a 703. na svijetu. Velemajstor je od 2001. godine.

## Vanjske poveznice
- Chessgames Ivan Žaja